# Crowdsourcing
Crowdsourcing er en sammentrækning af crowd og outsourcing, og begrebet blev introduceret første gang i artiklen ”The Rise of Crowdsourcing” af Jeff Howe i Wired Magazine, juni 2006. Det er en metode, der fungerer som en distribueret problemløsning og produktionsproces, der indebærer at man outsourcer opgaver til et (relevant) netværk af mennesker – også kendt som mængden eller crowd.

## Definition
I begyndelsen blev crowdsourcing blandet sammen med et andet begreb, commons-based peer production, som Yochai Benkler havde introduceret i "The Coase's Penguin, or, Linux and The Nature of the Firm" (2002). Dette fik Howe til at fremkomme med en definition af crowdsourcing:
I sidste uge henviste jeg til et opslag på Wikipedia som bevis på, at crowdsourcing er blevet en accepteret neologisme … men jeg har også bemærket, at ordet bruges lidt i flæng med Yochai Benklers begreb commons-based peer production … Jeg er tilfreds med at lade crowden'en i sig selv definere begrebet … Men jeg ville være eftergivende, hvis ikke jeg selv spillede en rolle i den proces.
…
Enkelt defineret betegner crowdsourcing det forhold, at en virksomhed eller en institution outsourcer en funktion, der førhen blev udført af ansatte, til et ikke-defineret (og som regel stort) netværk af mennesker i form af en åben invitation. Funktionen kan udføres som peer-production (når opgaven udføres i et samarbejde), men den kan også udføres af enkelte individer. Den afgørende forudsætning er anvendelsen af et åben invitation-format og det store netværk af potentielle arbejdere.
(Late last week I pointed to a Wikipedia entry as evidence that crowdsourcing had become a bonafide neologism ... but I'm also noticing that the word is being used somewhat interchangably with Yochai Benkler's concept of commons-based peer production ... I'm content to allow the crowd define the term for itself ... But I would be remiss if I did not play my own role in that process.
...
Simply defined, crowdsourcing represents the act of a company or institution taking a function once performed by employees and outsourcing it to an undefined (and generally large) network of people in the form of an open call. This can take the form of peer-production (when the job is performed collaboratively), but is also often undertaken by sole individuals. The crucial prerequisite is the use of the open call format and the large network of potential laborers.)
Howe har også foreslået en alternativ definition:
Anvendelsen af open source-principper inden for andre områder end software.
(The application of Open Source principles to fields outside of software).
Der er dog siden kommet mange flere definitioner til. 

## Historiske eksempler
Crowdsourcing forbindes typisk med internettet, men der findes flere historiske eksempler, bl.a.:
- - The Longitude Prize (et udvalg nedsat af den britiske regering udskrev i 1714 en åben konkurrence om at opfinde en pålidelig metode til at bestemme længdegraden til søs - konkurrencen blev vundet af John Harrison (1696-1776))[7]
  - The Oxford English Dictionary (tusindvis af frivillige har bidraget til the Oxford English Dictionary, der tog 70 år at færdiggøre - fra 1858-1928)[8]
  - The Christmas Bird Count (en årlig fugletælling, der har været afholdt siden 1900) [9]

## Anvendelsesområder
Crowdsourcing anvendes inden for mange forskellige områder:
- - Open source software
  - Open source hardware
  - Medier (se borgerjournalistik)
  - Den private sektor
  - Den offentlige sektor
  - Social innovation
  - Forskning
  - Sundhed
  - Læring
  - Kortlægning
  - Kultur
  - Underholdning